# Kim Anh Mã
Kim Anh Mã được thành lập vào năm 1993 với tên gọi Kim Anh Mã Ảnh Thị  và đã nhận được Giấy phép sản xuất phim (Hạng A) do cơ quan Phát Thanh và Truyền hình Quốc gia cấp phép năm 2003 và đã nổi lên như một trong những doanh nghiệp tư nhân đầu tiên được chính phủ công nhận và được mệnh danh là "Công ty Sản xuất Hạng Vàng" (Gold Medal Production Company).
Tập đoàn đã sản xuất được gần hai mươi bộ phim điện ảnh và hai nghìn các chương truyền hình riêng lẻ và đã giành được nhiều giải thưởng bao gồm "Giải thưởng Phi Thiên" , "Five-One Project" , "Giải thưởng Hoa Biểu" , và một vài giải thưởng khác. Tập đoàn được đánh giá là một trong 10 nhà sản xuất các chương trình truyền hình hàng đầu do Cục Điện ảnh và Truyền hình thành phố Bắc Kinh , Chủ tịch HĐQT của Kim Anh Mã được khán giả bình chọn "Nhà sản xuất xuất sắc nhất" năm 2008. Hơn thế nữa, công ty có khả năng phát hành cực lớn . Công ty có mạng lưới bán hàng qua các kênh truyền hình rộng khắp tại những khu vực nói tiếng Trung Quốc: như Đại lục, Đài Loan, Hồng Kông và Đông Nam Á, và thậm chí cả trên toàn thế giới.
Tháng 9 năm 2009, dựa vào sự tích lũy qua nhiều năm và sự hỗ trợ đầy đủ của các cổ đông lớn, công ty đã hoàn thành thành công việc cải cách hệ thống, nắm giữ cổ phiếu và đổi tên thành "Công ty TNHH Giải trí Kim Anh Mã" với vốn đăng ký 176 triệu Nhân Dân Tệ .

## Nghệ sĩ
Vương Tinh Hoa
Xa Vĩnh Lị
Khâu Tâm Chí
Vương Tư Ý
Dương Văn Văn
Cát Hiểu Phượng
Liệu Vỹ
Cơ Đạo
Tào Khắc Nạn
Trần Tư Dĩnh

## Phim

### Truyền hình
| Năm  | Tên                                                | Tên gốc            | Ghi chú           |
| ---- | -------------------------------------------------- | ------------------ | ----------------- |
| 1996 | Phòng tổng thống                                   | 总统套房           |                   |
| 1996 | Tango Thượng Hải                                   | 上海探戈           |                   |
| 1996 | Câu chuyện của gia đình tôi                        | 我家的故事         |                   |
| 1997 | Ngự Hoa Tử                                         | 御花子             |                   |
| 1997 | Lựa chọn                                           | 抉择               |                   |
| 1998 | Ngôi sao tài chính                                 | 财星高照           |                   |
| 1998 | Khói và mưa                                        | 烟雨红尘           |                   |
| 1998 | Tình yêu lãng mạn                                  | 挚爱奇缘           |                   |
| 1999 | Bát quái Dương Châu                                | 扬州八怪           |                   |
| 1999 | Xây dựng                                           | 楼转乾坤           |                   |
| 1999 | Thuyền giấy                                        | 纸船               |                   |
| 1999 | Tuyệt Đại Song Kiều                                | 绝代双骄           |                   |
| 1999 | Bồ Đề Đạt Ma                                       | 达摩祖师           |                   |
| 2000 | Đường cụt                                          | 末路               |                   |
| 2001 | Tôi là người bình thường                           | 咱老百姓           |                   |
| 2001 | Lục Tiểu Phụng: Trước và sau trận chiến quyết định | 陆小凤之决战前后   | 200 phút DVD (Mỹ) |
| 2001 | Đại trạch môn                                      | 大宅门             |                   |
| 2001 | Lục Tiểu Phụng 2                                   | 陆小凤之凤舞九天   |                   |
| 2001 | Hố đen                                             | 黑洞               |                   |
| 2001 | Sách mã khiếu tây phong                            | 策马啸西风         |                   |
| 2002 | Mọc cánh cũng khó thoát                            | 插翅难逃           |                   |
| 2002 | Sinh hoạt tú                                       | 生活秀             |                   |
| 2002 | Truy lùng                                          | 追捕               |                   |
| 2002 | Đại túy hiệp                                       | 大醉侠             |                   |
| 2002 | Quần Anh Hội                                       | 群英会             |                   |
| 2002 | Phong Vân                                          | 风云               |                   |
| 2003 | Thiên mệnh nhân duyên                              | 天命因缘           |                   |
| 2003 | Mối đe dọa                                         | 威胁               |                   |
| 2003 | 7 ngày                                             | 七日               |                   |
| 2003 | Câu chuyện Interpol                                | 刑警的故事         |                   |
| 2003 | Thay đổi cách sống                                 | 换个活法           |                   |
| 2003 | Kể những chuyện xấu của chồng                      | 说老公坏话         |                   |
| 2003 | Thuy thủy trường thiên                             | 秋水长天           |                   |
| 2004 | Đông chí                                           | 冬至               |                   |
| 2004 | Tình ca Khang Định                                 | 康定情歌           |                   |
| 2004 | Phòng công tố quốc gia                             | 国家公诉           |                   |
| 2004 | Không thể chịu đựng                                | 不堪回首           |                   |
| 2004 | Đề đốc đầu tiên của Đài Loan, Lưu Minh Truyền      | 台湾首任巡抚刘铭传 |                   |
| 2004 | Tình yêu của Ái Cầm Hải                            | 情定爱琴海         |                   |
| 2006 | Hoàng tử thật, Hoàng tử giả                        | 真假王爷           |                   |
| 2006 | Người đẹp cũng kết hôn                             | 美女也愁嫁         |                   |
| 2006 | Tình ca Paris                                      | 巴黎恋歌           |                   |
| 2006 | Anh hùng phương Đông                               | 东归英雄           |                   |
| 2006 | Mạt Lị Hoa                                         | 茉莉花             |                   |
| 2006 | Truy lùng cực hạn                                  | 极限追捕           |                   |
| 2007 | Tưởng Phi                                          | 想飞               |                   |
| 2007 | Hình tượng quốc gia                                | 国家形象           |                   |
| 2007 | Đô đốc Kiều và các con gái                         | 乔省长和他的女儿们 |                   |
| 2007 | Phản công                                          | 对攻               |                   |
| 2008 | Truy sát Lộ Tĩnh Lục                               | 追杀横路靖六       |                   |
| 2008 | Hai mặt                                            | 第二面             |                   |
| 2008 | Công bình Quang Trung                              | 关中义事           |                   |
| 2008 | Ngày yêu                                           | 有爱的日子         |                   |
| 2009 | Mẹ giàu, mẹ nghèo                                  | 穷妈妈富妈妈       |                   |
| 2010 | Tình cha như núi                                   | 父爱如山           |                   |
| 2010 | Anh em nữa vời                                     | 半路兄弟           |                   |
| 2010 | Vùng vàng                                          | 黄金地带           |                   |
| 2010 | Tâm sắt                                            | 郎心如铁           |                   |
| 2011 | Nhà vuông N lần                                    | 家，N次方          |                   |
| 2011 | Anh hùng giấu mặt                                  | 侠隐记             |                   |
| 2011 | Nhà có cháu rể mới                                 | 新上门女婿         |                   |
| 2011 | Sọa xuân                                           | 傻春               |                   |
| 2011 | Cuộc sống và cái chết                              | 生死大营救         |                   |
| 2011 | Ảo ảnh                                             | 幻影               |                   |
| 2011 | Thúc đẩy                                           | 独刺               |                   |
| 2011 | Tài sản                                            | 家产               |                   |
| 2011 | Lời nói dối chân thật                              | 真爱谎言           |                   |
| 2012 | Tình mẹ con                                        | 母子情仇           |                   |
| 2012 | Từ quân đội                                        | 从军记             |                   |
| 2012 | Bác sĩ kỳ lạ                                       | 怪医文三块         |                   |
| 2012 | Trai trẻ gặp đại nữ nhân                           | 小男人遇上大女人   |                   |
| 2012 | Tình yêu vĩ đại                                    | 大地情深           |                   |
| 2012 | Ái tình 1977                                       | 1977年的爱情       |                   |
| 2014 | Bí mật                                             | 深度秘密           |                   |
| 2015 | Cầu hỏng                                           | 断桥               |                   |
| 2016 | Song thích                                         | 双刺               |                   |

### Điện ảnh
| Năm  | Tên                           | Ghi Chú |  |
| ---- | ----------------------------- | ------- |  |
| 2000 | Lên xe đi, đi thôi 上车，走吧 |         |  |
| 2003 | 38 độ 三十八度                |         |  |
| 2004 | Trà Hoa Nữ                    | [ 7 ]   |  |
| 2004 | Sự trả thù của nàng công chúa | [ 8 ]   |  |
| 2007 | Môn đồ                        | [ 9 ]   |  |
| 2007 | Đầu Danh Trạng                | [ 10 ]  |  |

## Giải thưởng
| Năm  | Lễ trao giải                        | Hạng mục                                         | Người đề cử / nhận giải | Ghi chú |
| ---- | ----------------------------------- | ------------------------------------------------ | ----------------------- | ------- |
| 1999 | Giải Phi thiên                      | Phim xuất sắc nhất                               | Lựa chọn                | Hạng 2  |
| 2001 | Giải Phi thiên                      | Phim xuất sắc nhất                               | Ngày yêu                | Hạng 3  |
| 2001 | Giải Kim Kê                         | Giải Kim Kê cho Phim kinh phí thấp               | Lên xe đi, đi thôi      | [ 13 ]  |
| 2001 | Bách Hợp                            | Phim xuất sắc nhất                               | Lên xe đi, đi thôi      |         |
| 2002 | Giải Kim Kê                         | Giải Kim Kê cho Nữ diễn viên chính xuất sắc nhất | Đào Hồng                |         |
| 2002 | Giải Kim Kê                         | Giải Kim Kê cho Kịch bản hay nhất                | Tư Vu                   |         |
| 2003 | Mưa đinh hương - Năm mới Trung Quốc | Phim năm mới được yêu thích nhất                 | Phong Vân               | [ 14 ]  |
| 2003 | Liên hoan phim quốc tế Thượng Hải   | Phim xuất sắc nhất                               | Sinh hoạt tú            | [ 15 ]  |
| 2003 | Liên hoan phim quốc tế Thượng Hải   | Nữ diễn viên xuất sắc nhất                       | Đào Hồng                |         |
| 2003 | Liên hoan phim quốc tế Thượng Hải   | Quay phim xuất sắc nhất                          |                         |         |
| 2004 | Giải Kim Kê                         | Giải Kim Kê cho Nữ diễn viên chính xuất sắc nhất | Chương Tử Di            |         |
| 2004 | China Film Watch                    | Phim xuất sắc nhất                               | 38 độ                   | [ 16 ]  |
| 2004 | China Film Watch                    | Đạo diễn mới xuất sắc nhất                       | Lưu Tân                 |         |
| 2004 | China Film Watch                    | Nhạc phim hay nhất                               | Cười - Đào Hồng         |         |